# Parada de Santa Luzia
Santa Luzia es una parada de la línea Ibaiondo - Salburua del tranvía de Vitoria, explotado por Euskotren Tranbia. Fue inaugurada el 11 de abril de 2023 junto a las paradas de Iliada, La Unión, Nikosia y Salburua.

## Localización
Siendo la única parada del tranvía en el barrio homónimo se encuentra ubicada en la calle Florida, próxima al Colegio Escolapios Calasanz, además de ser una de las 3 paradas donde actualmente se puede hacer un transbordo entre BEi y Tranvía.